# سواقی
سواقی (به عربی: السواقي) یک شهرداری در الجزایر است که در استان مدیه واقع شده‌است. سواقی ۱۳۶٫۶ کیلومتر مربع مساحت و ۱۵٬۵۳۶ نفر جمعیت دارد.